# 多里昆·依布拉因
多里昆·依布拉因（1963年6月—）维吾尔族，新疆喀什人，中华人民共和国金融学家、第十届全国人大新疆地区代表。

## 生平
1979年9月至1983年8月，在新疆财经学院金融系金融专业学习。大学学历。1983年8月毕业参加工作。1983年8月至2007年5月，任新疆财经学院金融系教师。2007年5月，升任新疆财经大学金融学院副教授。2003年获聘为新疆维吾尔自治区第十届人民政府特邀行政执法监督员，聘期五年。2002年当选为第十届全国人大代表。在全国人大代表任内多次对新疆的教育事业、金融事业、农村建设、环境保护提出提案，获得新疆维吾尔自治区人民代表大会的好评。